# Kloster Milevsko

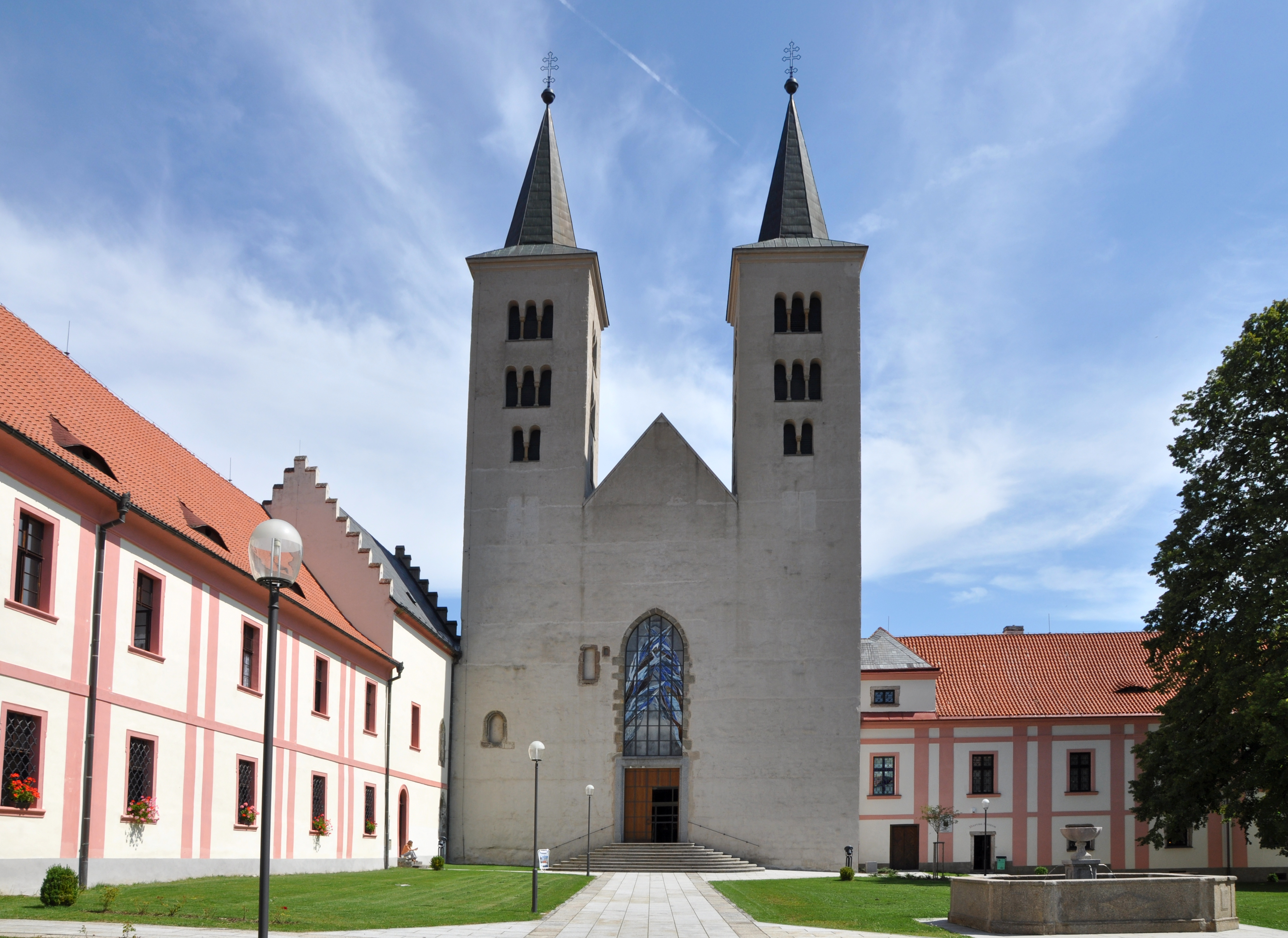
Romanische Klosterkirche

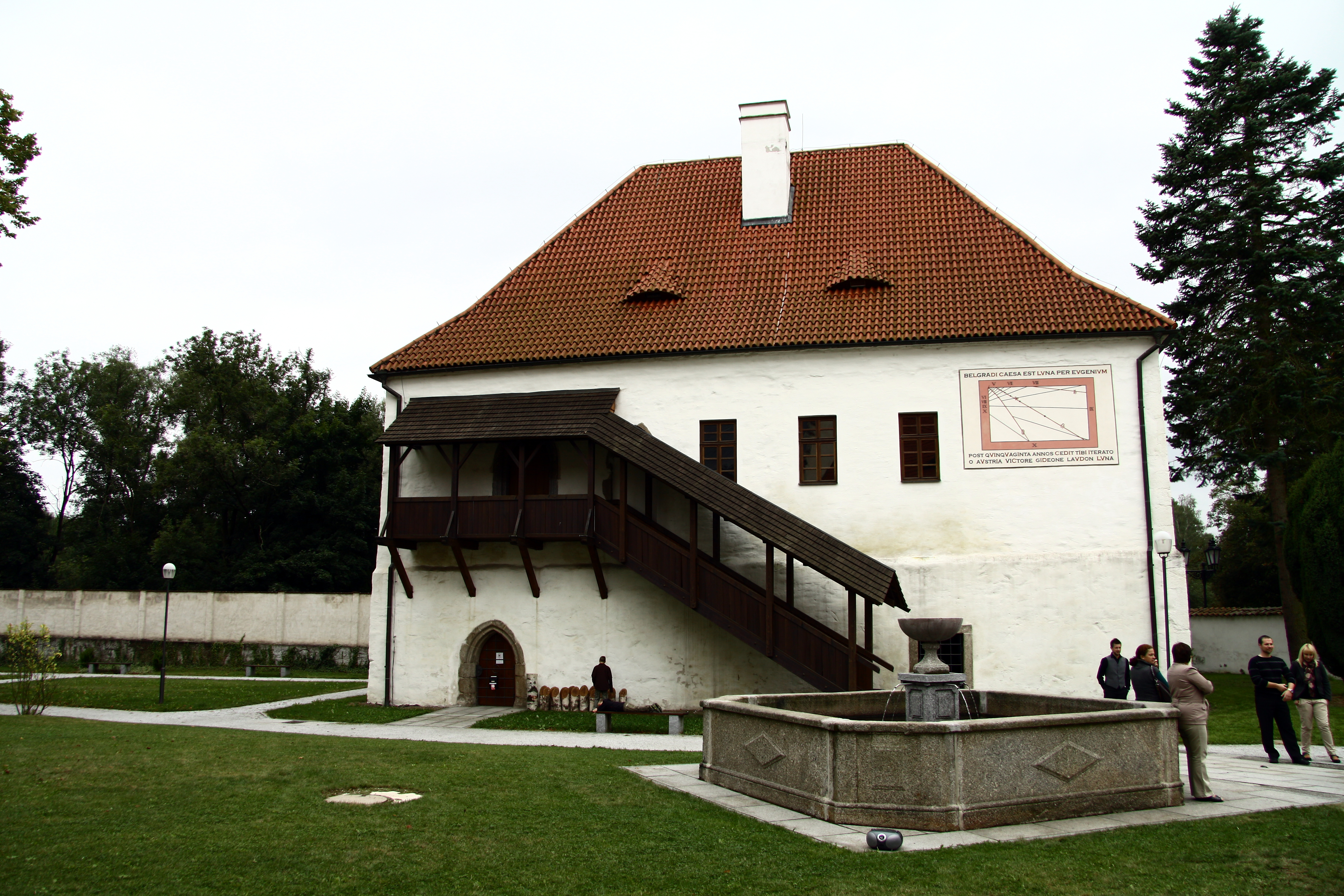
Innenhof

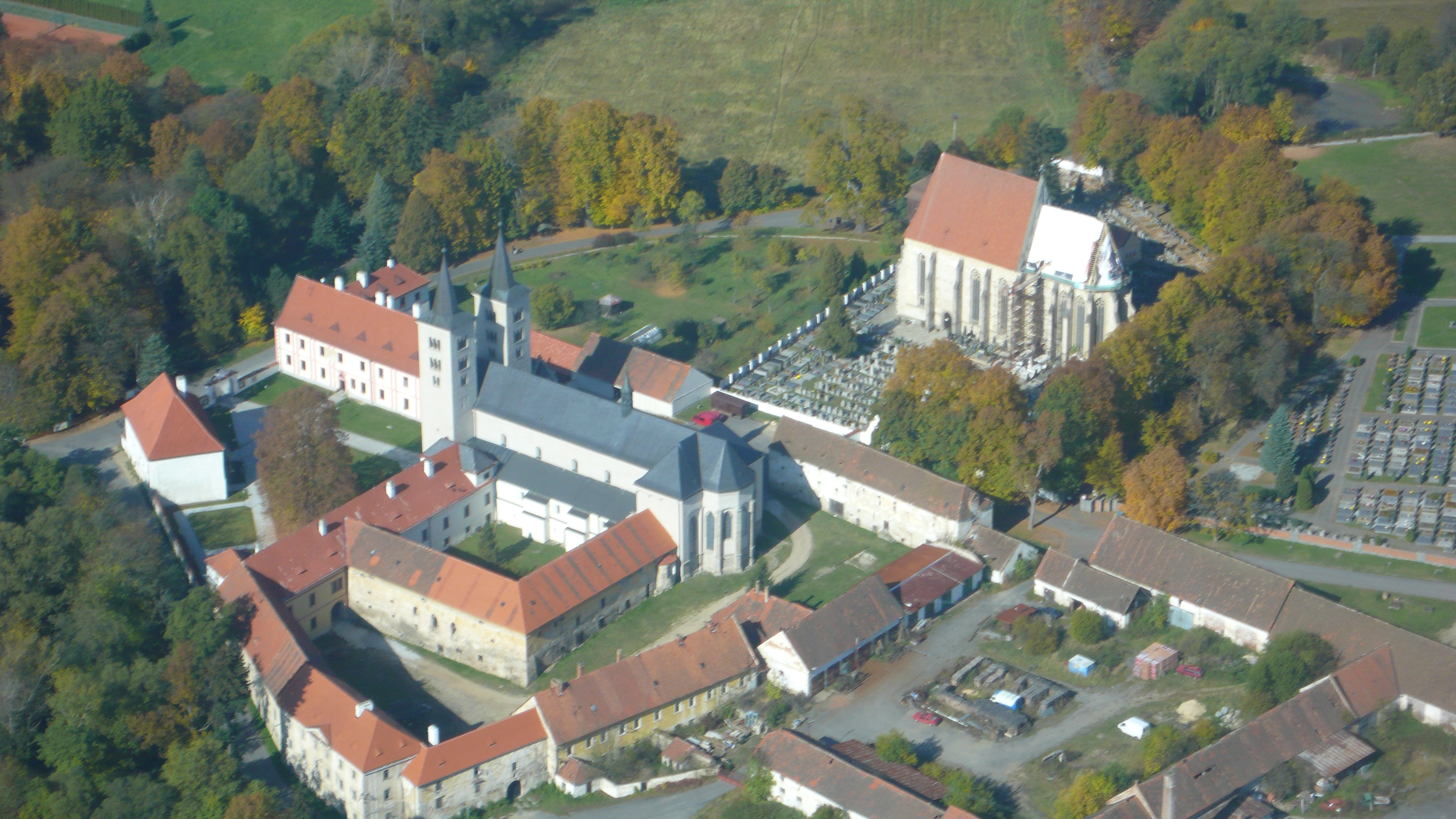
Luftbild 2008

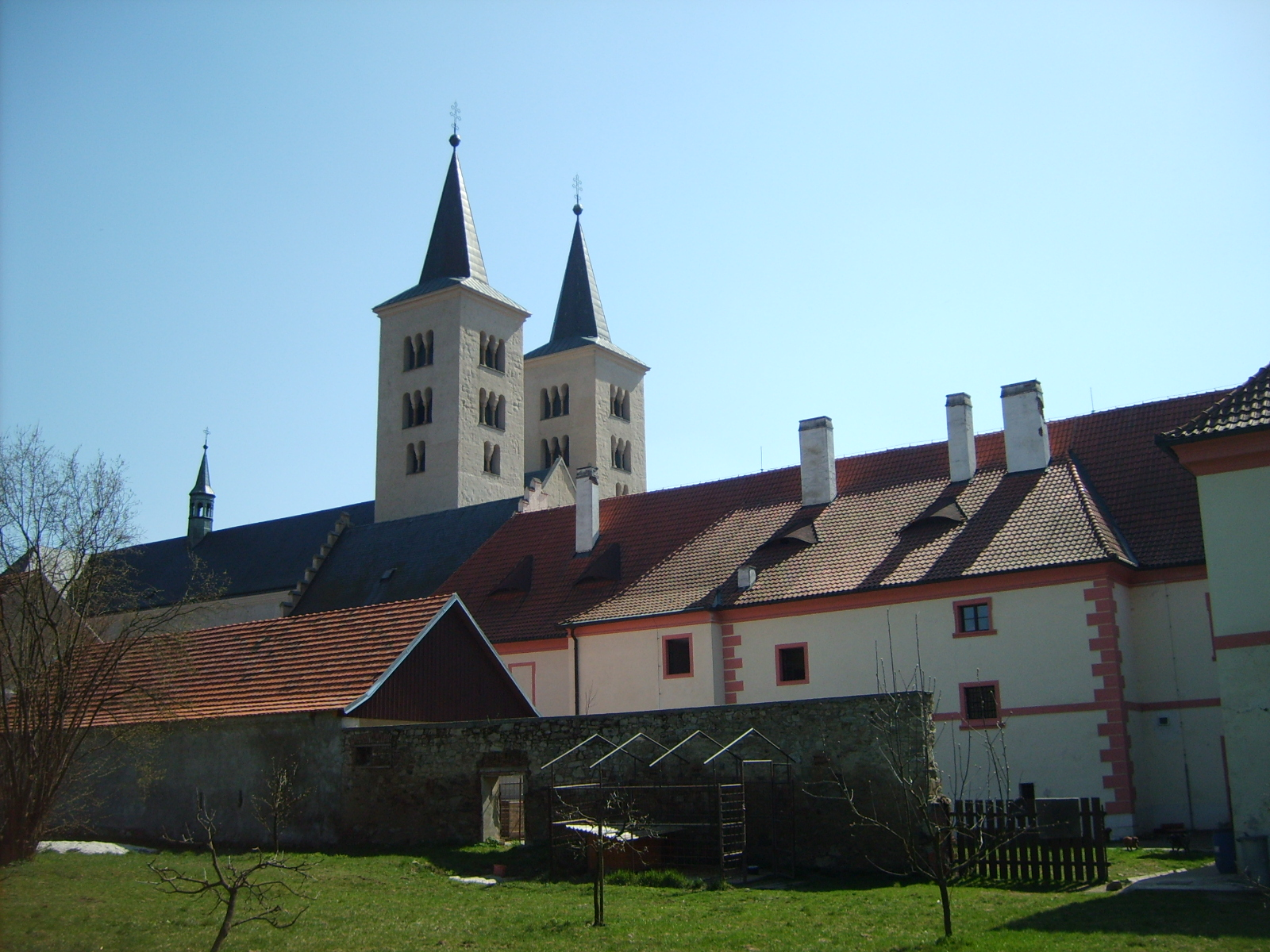
Das Kloster

Das Kloster Milevsko (ältere Schreibweise: Milewsk; deutsch: Kloster Mühlhausen; lateinisch Mileuz) ist ein Prämonstratenserkloster in der gleichnamigen Ortschaft Milevsko im Okres Písek in Tschechien.

## Geschichte
Das Kloster Milevsko wurde von Georg von Mühlhausen (Jiři z Milevska) gegründet und 1184–1187 mit Prämonstratensern aus dem Kloster Seelau besiedelt. Erster Abt wurde 1187 Gerlach (Jarloch), der aus dem Rheinland stammte und 1228 starb. Er erbaute die dreischiffige romanische Klosterkirche „Mariä Heimsuchung“, die Ende des 13. Jahrhunderts um ein Querschiff und einen fünfseitigen Chor erweitert wurde.
Seine größte Blüte erlebte das Kloster im 14. Jahrhundert, in dem auch die lateinische Klosterschule gegründet wurde. Zu dieser Zeit umfasste der Klosterbesitz über 60 Dörfer. Seine wirtschaftliche Stellung ergibt sich aus einer am 13. Februar 1257 im Lateran ausgestellten Urkunde. Darin verleiht Papst Alexander IV. den Gläubigen der Diözesen Passau, Prag und Regensburg einen Ablass von 100 Tagen, wenn sie dem Abt von Mühlhausen (Mileuz) beim Aufbau des Stifts Schlägl helfen. Demnach übte Mühlhausen für Schlägl die Funktion eines Mutterklosters aus, wozu es vermutlich nach 1251 durch das Generalkapitel bestimmt worden war. Erst 1307 wurde Schlägl ausdrücklich als Tochterkloster von Mühlhausen erwähnt, als der Konvent von Mühlhausen eine Konfraternität und Gebetsverbrüderung mit dem Schlägler Konvent aufnahm. Im selben Jahr forderte der Passauer Bischof Bernhard von Prambach das Generalkapitel des Prämonstratenserordens auf, das Stift Schlägl dem Stift Osterhofen unterzuordnen.
Am 23. April 1420 wurde das Kloster von den Hussiten zerstört. Abt Svatomir flüchtete nach Klingenberg, von wo er mit einem Schreiben vom 28. August 1420 den Hauptmann des Landes ob der Enns, Reinprecht von Walsee, bat, eine Visitation von Schlägl anzuordnen, weil er selbst wegen der Zerstörung seines Stifts dazu nicht in der Lage sei.
1437 gelangte der Klosterbesitz an Ulrich II. von Rosenberg, der ihn mit dem Klingenberger Pfand verband. 1473 erwarben die Herren von Schwanberg die Güter. 1575 wurde das Kloster aufgehoben und die Klosteranlage an Christoph von Schwanberg verkauft. Dieser veräußerte im selben Jahre mehrere Dörfer an Bohuslav Kalenitzky von Kalenitz auf Chřešťovice, der diese zum Allodialgut Veselíčko verband.
Unter den Hodějovský von Hodějov wurde die gesamte Klosteranlage zu einem Herrensitz umgebaut. Nachdem die Hodějovský nach der Schlacht am Weißen Berg wegen ihrer Beteiligung am böhmischen Ständeaufstand enteignet wurden, gelangten die ehemaligen Klosterbesitzungen 1623 an das Kloster Strahov. Anschließend wurde das Kloster wiederbegründet und die Klosterkirche barockisiert. 1785 erfolgte im Rahmen der Josephinischen Reformen die Aufhebung des Klosters. Die Herrschaft Mühlhausen verblieb bis zur Aufhebung der Patrimonialherrschaften 1848 im Besitz des Klosters Strahov.
Nach der politischen Wende von 1989 erhielten die Prämonstratenser die noch vorhandenen Klostergebäude zurück. Heute leben und arbeiten drei Ordensmitglieder in Milevsko. In der ehemaligen Prälatur befindet sich ein Heimatmuseum. In der alten Lateinschule ist ein Café. Kirchen und Kloster können nur mit Führungen besichtigt werden.
Im Dezember 2020 fanden Archäologen im Kloster eine vermutete Nagelreliquie vom Kreuz Jesu, deren genaue Herkunft noch erforscht werden muss.

## Äbte
- 1184–1238 Gerlach
- ~ 1285 Heinrich[5]
- ~ 1307 Herrmann (Hoyco)
- 1327–1355 Mrakota
- 1355–1365 Nikolaus
- 1383–1405 Franziskus von Vepice
- 1405–1423 Svatomir
- 1423–1434 Petrus III.
- 1493–1499 Bartholomäus
- ~ 1543 Johann[6]